# Shepherddolfijn
De Shepherddolfijn of spitssnuitdolfijn van Tasmanië (Tasmacetus shepherdi) is een walvisachtige uit de familie der spitssnuitdolfijnen (Ziphiidae). Het is de enige soort uit het geslacht Tasmacetus. De Shepherddolfijn is slechts bekend van enkele strandingen.
De Shepherddolfijn heeft een lange, slanke snuit met spitse kaken, kleine borstvinnen, een kleine, sikkelvormige  rugvin en een brede, ongekerfde staart. Deze soort heeft anders dan de andere spitssnuitdolfijnen een groot aantal functionele tanden in beide kaken: 19 tot 21 tanden in de bovenkaak, 26 à 27 tanden in de onderkaak. Bij het mannetje zijn de voorste twee tanden in de onderkaak langer dan de andere tanden. De soort is donker grijsbruin van kleur, met lichtere flanken en een roomwitte buik. Twee lichtere diagonale strepen lopen over beide zijden en een lichte vlek bevindt zich boven de borstvinnen. Het voorste deel van de kop kan lichter zijn dan de rest van de bovenzijde van het lichaam. Hij wordt tussen de 6 en 6,6 meter lang en twee à drie ton zwaar.
De Shepherddolfijn is enkel bekend van een twintigtal strandingen. Deze vonden voornamelijk plaats langs de kust van Nieuw-Zeeland, maar vondsten zijn ook gedaan bij Argentinië, het zuiden van Australië en verscheidene eilandjes, waaronder Tristan da Cunha, Chathameiland en de Juan Fernández-archipel. De soort werd in 1933 ontdekt in Nieuw-Zeeland. Pas in de jaren zeventig werd de soort ook buiten Nieuw-Zeeland aangetroffen, in Zuid-Amerika. Het is niet zeker of de soort ooit in levenden lijve is waargenomen. Waarschijnlijk komt hij circumpolair voor op het gehele Zuidelijk Halfrond, in de diepere wateren.
Uit onderzoek van de maaginhoud bleek dat de soort zich voornamelijk voedt met vissen, gevangen in de diepere delen van de oceaan. Waarschijnlijk eet het dier ook inktvissen, als de meeste andere spitssnuitdolfijnen.